# Malostranská (metropolitana di Praga)
Malostranská è una stazione della linea A della metropolitana di Praga.

## Storia
La stazione è stata attivata il 12 agosto 1978, insieme alla sezione inaugurale da Leninova a Náměstí Míru della linea A.

## Strutture e impianti
La stazione è sotterranea ed è dotata di 2 binari, serviti da una banchina centrale.
L'architetto è Zdeněk Drobný, il cui progetto degli interni della stazione si ispira all'ambiente storico di Malá Strana. La stazione è decorata con repliche di sculture barocche in pietra arenaria e barre artistiche in ferro battuto.
Nel vestibolo si trova una copia della statua allegorica di Elpis della Galleria delle Statue delle Virtù e dei Vizi di Kuks, opera di Matyáš Bernard Braun, e nell'atrio una copia delle statue di Mercurio e Venere del Castello di Valeč, opera del nipote Antonín Braun.
L'ingresso in vetro comprende uno spazio per il caffè racchiuso da barre metalliche con motivi di insegne di case di Malá Strana, opera di Jan Smrž. Adiacente alla stazione si trova un piccolo parco con una fontana nel cortile antistante la scuola di equitazione di Palazzo Wallenstein, progettata in collaborazione con l'architetto Otakar Kuča.

## Servizi
La stazione, data la vicinanza al fiume Moldava, ha una sola uscita su via Klárov.
- Biglietteria
- Servizi igienici

## Interscambi
- Fermata autobus (linea 194)[3]
- Fermata tram (linee 2, 12, 15, 18, 20, 22 e 23)[3]

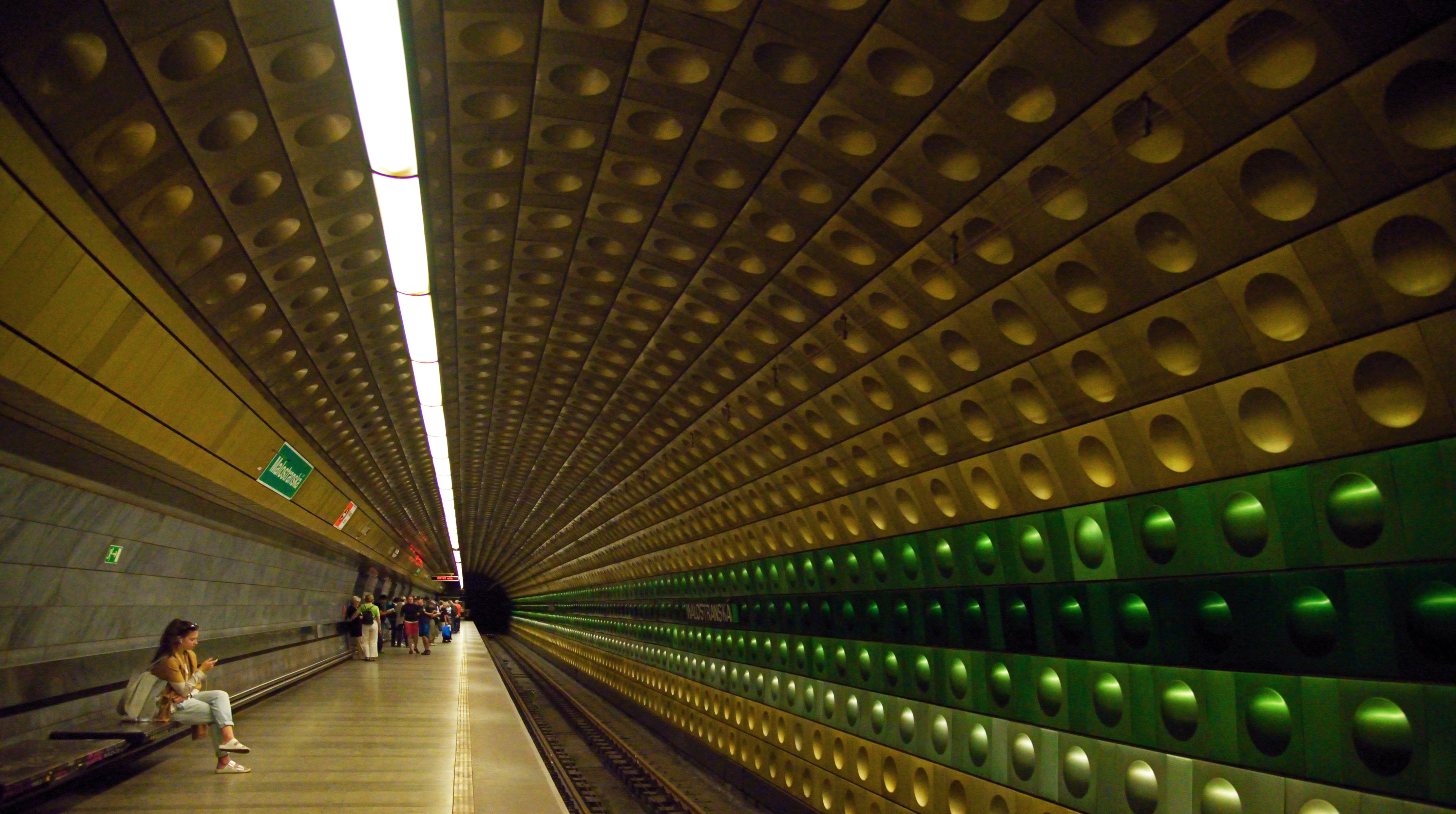
Uno dei due binari.